# Mangold Gusztáv
Mangold Gusztáv (Pest, 1866. november 19. – Budapest, Józsefváros, 1939. június 27.) újságíró, színműíró, Mangold Béla Kolos testvéröccse.

## Élete
Mangold Henrik (1828–1912) orvos és Nobel Karolina (1837–1924) fiaként született. Tanulmányait a kőszegi és budapesti katonai intézetben végezte. 1901 januárjától a Budapesti Élet című képes havi folyóiratot szerkesztette. Az 1890-es évek második felétől a Balatonfüredi Közművelődési Egyesület titkára és az 1902-ben általa létrehozott Szép Szív Társaság elnöke volt. 1906-ban Balatonfüreden a Társaság gyermeküdülőt létesített. Megalapította és 1913 és 1936 között szerkesztette a Balatonvidéki Hírmondó című közgazdasági, pénzügyi, társadalmi és fürdőügyi lapot. Az 1920-as évektől ideje nagy részét a fővárosban töltötte.
Cikkei és költeményei a következő lapokban jelentek meg: Veszprém (1892–93), Veszprémi Független Hírlap (1893–97), Balaton Vidék, Tapolcza és Vidéke, Mezőföldi Hírlap, Vasárnapi Lapok (1897), Zenélő Magyarország (1898–99), Nemzetközi Fürdői Lapok (1899–1900), Magyar Krónika (1899), Képes Családi Lapok (1899–1900), Veszprém-Vármegye, Somogy, Népakarat, Zala, Zalai Közlöny, Férfi Divat, Budapesti Élet.

## Családja
Házastársa Markovics Adél (1875–1963) volt, akivel 1904. április 10-én Budapesten, a Ferencvárosban kötött házasságot.
Gyermekei:
- Mangold Gusztáv (1904–1945) magántisztviselő, a holokauszt áldozata.[7]
- Mangold Ágnes (1907–?). Férje Takács Győző (1904–1945) kereskedelmi magánhivatalnok.

## Művei
- Balatonfüredi Emlék, a fürdővendégek tájékoztatására. Mangold Henrik előszavával. (Budapest, 1892, 2. kiadás 1893., 3. kiadás 1894., 4. kiadás 1896., 5. kiadás 1897)
- A nemtő Kossuth Lajos ravatalán. Budapest, 1894. (Óda).
- Szilánkok. Tárczák. Sziklay János előszavával. (Budapest, 1894)
- A betyár szerelme. Paraszt dráma. (Budapest, 1896)
- A ballerina. Magánjelenet. (Budapest, 1897)
- A büntetés. Párjelenet. (Budapest, 1897)
- Az asszony. Magánjelenet. (Budapest, 1897)
- 1848. márczius 15. (Budapest, 1898)
- A kisbankárné. Magánjelenet. (Budapest, 1898)
- A modell. Magánjelenet. (Budapest, 1898)
- A széltolók. Hármas jelenet. (Budapest, 1900)
- Tánczkedvelők könyve. Utmutatás a táncz és ezzel kapcsolatos illem elsajátítására, különös tekintettel a körmagyar és társastánczok valamint a tánczmulatságok szervezése és rendezésére. Képekkel és tánczábrákkal. Mazzantini Luigi balletmester tapasztalatai alapján. Budapest, 1900 (Két kiadás.)

### Színdarabjai
- A sors, vígjáték egy felvonásban. Balatonfüreden stb.
- A széltolók
- A hűség próbája, vígjáték két felvonásban. Balaton-Füreden és Budapesten.

Kéziratban: Falu szája, népszínmű, zenéje Zöld Marcitól, A boszorkány, verses dalműszöveg.
Zeneszövegei Klöckner Ede kiadásában jelentek meg Budapesten.

## Álnevei és jegyei
Joli Coeur, Mándoky Gusztáv, M. G. G., és M. G.